# Vòng đời hệ thống
Vòng đời hệ thống (Tiếng Anh: System life cycle) trong hệ thống kỹ thuật là một cách nhìn tổng quan về một hệ thống hoặc đề xuất hệ thống nhằm giải quyết tất cả các giai đoạn của sự tồn tại của hệ thống đó bao gồm thiết kế khái niệm, thiết kế và phát triển, sản xuất /hoặc xây dựng, phân phối, vận hành, bảo trì và hỗ trợ, loại bỏ và xử lý. 

## Nội dung
1. Thiết kế khái niệm
2. Hệ thống thiết kế sơ bộ
3. Chi tiết thiết kế và phát
triển
4.  Sản xuất và xây dựng
5.  Việc sử dụng và hỗ trợ
6.  Loại bỏ và xử lý
7.  Xem thêm
8. Tài liệu tham khảo

## Thiết kế khái niệm
Giai đoạn thiết kế khái niệm là giai đoạn xác định yêu cầu, các giải pháp tiềm năng, đánh giá các giải pháp tiềm năng và phát triển đặc điểm kỹ thuật của hệ thống. Các đặc điểm kỹ thuật hệ thống đại diện cho các yêu cầu kỹ thuật là hướng dẫn chung cho thiết kế hệ thống. Bởi vì tài liệu này xác định sự phát triển trong tương lai, các giai đoạn không thể được hoàn thành nếu thiết kế khái niệm xác định các đặc điểm kỹ thuật hệ thống không đúng.
Các bước quan trọng trong giai đoạn thiết kế khái niệm bao gồm:
Bước 1: Xác định nhu cầu
Bước 2: Phân tích tính khả thi
Bước 3: Nghiên cứu yêu cầu hệ thống
Bước 4:  Xác định đặc điểm kỹ thuật hệ thống
Bước 5: Đánh giá thiết kế khái niệm

## Thiết kế hệ thống sơ bộ
Trong giai đoạn này của vòng đời hệ thống, hệ thống con được thiết kế theo quy định phù hợp với các đặc điểm kỹ thuật nhằm thực hiện các chức năng cần thiết của hệ thống. Bao gồm việc xác định giao diện hệ thống con, thử nghiệm và đánh giá các yêu cầu tổng thể.  Sau khi giai đoạn này hoàn tất, đặc điểm kỹ thuật hệ thống được phát triển, đó là điều kiện để thực hiện thiết kế chi tiết và phát triển.
Bước quan trọng trong giai đoạn thiết kế sơ bộ bao gồm:
Bước 1: Phân tích chức năng
Bước 2: Yêu cầu phân bổ
Bước 3: Nghiên cứu chi tiết
Bước 4: Tổng hợp các tùy chọn hệ thống
Bước 5: Thiết kế sơ bộ các mô hình kỹ thuật
Bước 6: Phát triển đặc điểm kỹ thuật
Bước 7: Đánh giá thiết kế sơ bộ

## Thiết kế và phát triển
Giai đoạn này gồm công việc từ phát triển các thiết kế chi tiết ban đầu đến hoàn thành các thông số kỹ thuật. Công việc này gồm xác định thông số kỹ thuật của giao diện giữa hệ thống và môi trường của hệ thống và đánh giá một cách toàn diện về các yêu cầu hệ thống hậu cần, bảo trì và hỗ trợ. Các thiết kế chi tiết và phát triển chịu trách nhiệm về sản xuất sản phẩm, quy trình và các thông số kỹ thuật và có thể dẫn đến những thay đổi đáng kể đến phát triển thông số kỹ thuật.
Bước quan trọng trong việc thiết kế chi tiết và giai đoạn phát triển bao gồm:
Bước 1: Thiết kế chi tiết
Bước 2: Tổng hợp chi tiết
Bước 3: Phát triển kỹ thuật và  mô hình nguyên mẫu
Bước 4: Sửa đổi thông số kỹ thuật
Bước 5: Sản phẩm, quá trình và thông số kỹ thuật vật liệu
Bước 6: Đánh giá thiết kế quan trọng

## Sản xuất và xây dựng
Trong sản xuất  / hoặc giai đoạn xây dựng sản phẩm, lắp ráp phù hợp với các yêu cầu quy định trong sản phẩm, quy trình và kỹ thuật vật liệu được triển khai thử nghiệm trong môi trường mục tiêu. Đánh giá hệ thống được tiến hành để sửa chữa thiếu sót và tiếp tục điều chỉnh để cải thiện hệ thống
Bước quan trọng trong giai đoạn xây dựng sản phẩm bao gồm:
Bước 1:  Sản xuất và/hoặc xây dựng các thành phần hệ thống
Bước 2: Thử nghiệm
Bước 3: Phân phối và vận hành hệ thống
Bước 4: Kiểm tra và đánh giá hoạt động
Bước 5: Đánh giá hệ thống

## Sử dụng và hỗ trợ
Sau khi triển khai đầy đủ, hệ thống được sử dụng với nhiệm vụ hoạt động dự định và duy trì trong môi trường hoạt động của nó.
Bước quan trọng trong giai đoạn việc sử dụng và hỗ trợ bao gồm:
Bước 1: Vận hành hệ thống trong môi trường người dùng
Bước 2: Thay đổi cách quản lý
Bước 3: Thay đổi và cải thiện hệ thống
Bước 4: Đánh giá hệ thống

## Giai đoạn loại bỏ và xử lý
Hiệu quả và khả năng của hệ thống phải được tiếp tục đánh giá khi sản phẩm đã đáp ứng được vòng đời tối đa. Việc xem xét bao gồm: sự tiếp tục tồn tại của nhu cầu hoạt động, sự phù hợp với yêu cầu hoạt động và hiệu suất hệ thống, tính khả thi của hệ thống của việc loại bỏ hay bảo trì, và sự sẵn sàng của hệ thống thay thế.